# Calcio Leffe 1996-1997
Questa voce raccoglie le informazioni riguardanti il Calcio Leffe nelle competizioni ufficiali della stagione 1996-1997.

## Rosa
| N. |                   | Ruolo | Calciatore          |
| -- | ----------------- | ----- | ------------------- |
|    | Italia (bandiera) |       | Baretti             |
|    | Italia (bandiera) | A     | Paolo Belletti      |
|    | Italia (bandiera) | A     | Paolo Bernardi      |
|    | Italia (bandiera) | A     | Raffaele Biancolino |
|    | Italia (bandiera) | C     | Marco Bolis         |
|    | Italia (bandiera) | A     | Pietro Boninsegna   |
|    | Italia (bandiera) | C     | Gabriele Cardini    |
|    | Italia (bandiera) | C     | Giovanni Cefis      |
|    | Italia (bandiera) | C     | William Cilli       |
|    | Italia (bandiera) | D     | Luciano Civero      |
|    | Italia (bandiera) | P     | Silvio Cortinovis   |
|    | Italia (bandiera) | A     | Michele De Min (II) |
|    | Italia (bandiera) | C     | Andrea Fadigati     |

| N. |                   | Ruolo | Calciatore                |
| -- | ----------------- | ----- | ------------------------- |
|    | Italia (bandiera) | A     | Leonardo Gritti           |
|    | Italia (bandiera) | D     | Alberto Gruttadauria      |
|    | Italia (bandiera) | D     | Giovanni Battista Ignoffo |
|    | Italia (bandiera) |       | Lavia                     |
|    | Italia (bandiera) | C     | Giuseppe Marchesi         |
|    | Italia (bandiera) | C     | Giacomo Mignani           |
|    | Italia (bandiera) | D     | Luca Monari               |
|    | Italia (bandiera) | C     | Pierluigi Pierozzi        |
|    | Italia (bandiera) | C     | Emanuel Rovaris           |
|    | Italia (bandiera) | C     | Gian Bortolo Schiavi      |
|    | Italia (bandiera) | D     | Filippo Scipioni          |
|    | Italia (bandiera) | D     | Simone Sorgenti           |
|    | Italia (bandiera) | D     | Sergio Zonca              |